# Flagge Galiziens
Die Flagge Galiziens war zwischen 1809 und 1918 die Flagge des zu Österreich gehörenden Königreichs Galizien.

## Geschichte
Zwischen 1809 und 1849 war die Flagge Galiziens eine horizontale blau-rote Bikolore. Sie wurde zwischen 1849 und 1890 zu einer horizontalen blau-rot-gelben Trikolore abgeändert. Zwischen 1890 und 1918 wurde die Flagge Galiziens ein letztes Mal, zu einer horizontalen rot-weißen Bikolore, geändert.

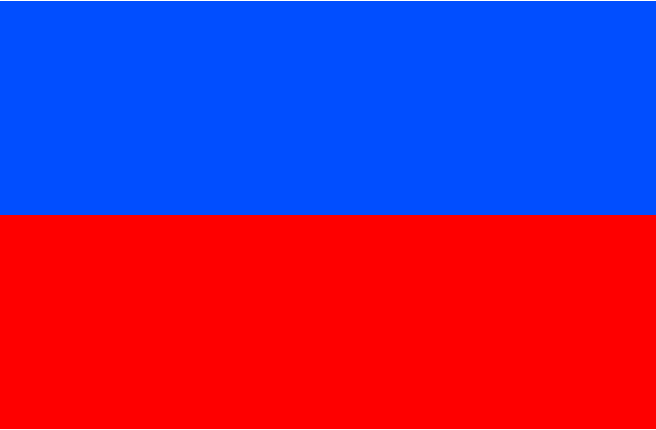
Flagge Galiziens 1809–1849
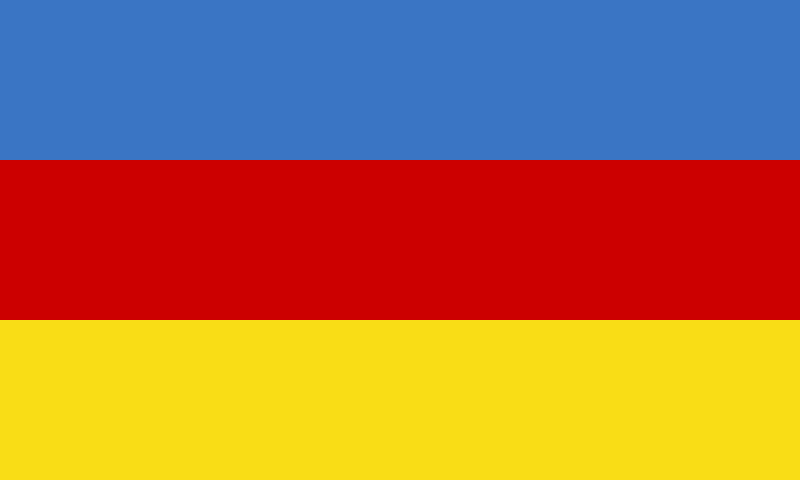
Flagge Galiziens 1849–1890
Flagge Galiziens 1890–1918